# Buchhandel der Antike
Obwohl in der klassischen Antike die gängige Form der Textverbreitung die private Abschrift war, muss es schon früh auch einen Buchhandel gegeben haben.

## Griechenland bis zum Hellenismus
Im antiken Griechenland werden Buchhändler erstmals von den Komödiendichtern des 5. Jahrhunderts v. Chr. in Athen erwähnt. Sokrates (gestorben 399 v. Chr.) kannte, wie Platon berichtet, Buchhändler an der Athener Agora. Auch die überlieferten Bücherkäufe der großen Philosophen des 4. Jahrhunderts v. Chr. (Platon, Aristoteles) zeigen, dass es einen Buchhandel gegeben haben muss. Aber noch für den Hellenismus, die Zeit der großen Bibliotheksgründungen (Alexandria, Pergamon), gibt es keine Zeugnisse, die über einen organisierten Buchhandel Auskunft geben.

## Rom und römisches Reich
Erst über den Buchhandel im Rom der späten Republik (seit dem 1. Jahrhundert v. Chr.) und der Kaiserzeit ist aus verschiedenen Erwähnungen in der zeitgenössischen Literatur Näheres bekannt.

### Autoren
Autorenhonorare scheinen nicht bezahlt worden zu sein. Allerdings schrieben viele gerade der bedeutenden Autoren nicht, um ihren Lebensunterhalt zu verdienen. Cicero oder Tacitus zum Beispiel waren vermögend. Für sie gehörte literarische Produktion zum Lebensstil. Wer mit Buchpublikationen Geld verdienen musste, konnte sein Werk einem Gönner widmen, der sich günstigenfalls in Form einer finanziellen Unterstützung erkenntlich zeigte. Da es keinen urheberrechtlichen Schutz gab, konnten die Schriften antiker Autoren auch ohne deren Zustimmung vervielfältigt und gehandelt werden. Frei verfügbar waren auch die Werke bereits verstorbener Autoren, von denen vor allem die griechischen und lateinischen Klassiker für den Schulunterricht immer wieder nachbeschafft werden mussten. Auch von den Privatbibliotheken wird eine nicht geringe Nachfrage ausgegangen sein.
Um Autoren und ihre noch unveröffentlichten Werke bekannt zu machen, wurden Lesungen (lat. recitationes) veranstaltet. Schon Gaius Asinius Pollio soll, wie Seneca erwähnt, in der von ihm gegründeten ersten Bibliothek Roms solche Veranstaltungen durchgeführt haben. Einen ausführlichen Bericht über Autorenlesungen im Rom der frühen Kaiserzeit gibt Plinius der Jüngere in einem seiner Briefe.

### Verleger
Der Autor schrieb die Urschrift seines Werkes selbst oder diktierte sie einem Schreibsklaven. Das Autorenmanuskript wurde einem Verleger übergeben, der es durch professionelle Schreiber, die oft seine Sklaven waren, vervielfältigen ließ. Vor der Auslieferung wurde von einem Korrektor (gr. diorthotes; lat. corrector) Korrektur gelesen; allerdings klagt der Geograph Strabon (63 v. Chr.–19 n. Chr.) über unkorrigierte Exemplare im Buchhandel Roms und Alexandrias. Aus dem Briefwechsel Ciceros mit seinem Verleger und Freund Titus Pomponius Atticus geht hervor, dass dieser auf Wunsch des Autors sogar Bücher, die bereits im Handel waren, zurückrufen ließ, um nachträgliche Korrekturen auszuführen.
Die Schreiber wurden nach der Zahl der geschriebenen Zeilen entlohnt; im Preisedikt Diokletians (301 n. Chr.) sind drei abgestufte Tarife genannt. Der Berechnung des Schreiberlohns diente die Zeilenzählung am Rand des Textes (vgl. Stichometrie). Da der Preis privater Abschriften auf dieselbe Weise ermittelt wurde, müssen Handschriften mit stichometrischen Angaben aber nicht unbedingt aus dem Buchhandel kommen. Zu einem Exemplar eines Buchhändlers gehört möglicherweise eine Papyrusrolle der Universität Mailand, die am Ende eines Ilias-Kommentars in griechischer Schrift den Namen Sosos trägt. Der in Ägypten gefundene Papyrus könnte aus dem römischen Verlagshaus der Brüder Sosius kommen, wo auch die Episteln des Horaz (65–8 v. Chr.) erschienen sind.

### Händler
Oft vertrieben die Verleger ihre Bücher selbst. Ein gewisser Dorus verlegte und verkaufte das Geschichtswerk des Titus Livius (59 v. Chr. bis 17 n. Chr.). Verleger und Buchhändler zugleich war im 1. Jahrhundert n. Chr. auch Tryphon, der Quintilians Lehrbuch der Rhetorik und die Gedichte Martials im Programm hatte. Sozusagen Sortimenter waren in Rom, ebenfalls im 1. Jahrhundert n. Chr., Atrectus und ein gewisser Secundus, der die Gedichte Martials schon damals in einem Pergamentkodex anbot.
Buchhandlungen werden nicht nur in Rom erwähnt, sondern auch in Brindisi und Lyon, in spätantiker Zeit auch in Karthago, Alexandria, Antiochia (Syrien), Konstantinopel und Trier. Es gab ambulante Buchhändler und Buchauktionen. Neben Neuerscheinungen waren auch alte Bücher im Handel, die wegen ihrer Qualität oft besonders geschätzt wurden. Betrügerische Buchhändler kannten Methoden, neue Ware so zu behandeln, dass sie alt aussah; auf diese Weise hofften sie, einen höheren Preis zu erzielen.